# Lynda
Lynda Aguirre Thomas (Tijuana, Baja California, 21 de diciembre de 1981) conocida profesionalmente como Lynda, es una cantante, compositora, música y activista mexicana. Alcanzó reconocimiento en México a finales de los años 90 y principios de los 2000. Firmó con EMI Capitol Records y lanzó cuatro álbumes de estudio. Su último álbum, Polen, fue lanzado en 2001 y poco después se retiró.
En 1996 publica su primera grabación homónima llamada Lynda. Al año siguiente, en 1997 lanza Un Grito en el Corazón; posteriormente publica Mi Día de la Independencia en 1999, y en 2001 publica lo que sería su último álbum en su carrera llamado Polen, a mitad de la promoción de este álbum ella decide poner en pausa su carrera por problemas de salud mental. 
Tras dos décadas de retiro de los escenarios, la cantante regresó con gran éxito a través del 90's pop Tour y ahora prepara la salida de un nuevo álbum.

## Biografía

### Infancia e inicios de su carrera
Lynda nació y creció en la ciudad de Tijuana, Baja California, México; es ahí donde cursa sus estudios básicos escolares; posteriormente alentada y apoyada por su hermana mayor Alissa Rosangel, quien ya estaba en el medio musical, es que decide comenzar a incursionar en dicho medio.
En 1989, sus padres la inscriben en el concurso de canto Fantasía Musical a los 8 años de edad, organizado por Siempre en Domingo; fue entonces cuando Carlos Lara le produce su primera grabación, Cantemos Juntos, canción escrita por Alissa. 

### 1996-1998:LyndayUn Grito en el Corazón
Varios años después, en 1996 EMI Music le publica su álbum Lynda, coproducido por Carlos Lara y Tino Geiser; de él se desprendieron los sencillos Gira Que Gira, El Amor no tiene Edad y Blue Jeans, entre otros. La imagen inicial de la cantante se caracterizaba por la presencia de caras amarillas en sus atuendos y el uso de mochilas pequeñas.
En 1997 lanzó su segundo álbum titulado Un Grito en el Corazón. Los sencillos del álbum fueron Dile, Corazón y Bang Bang. 
En 1998, Lynda graba el tema Pescador junto a otros artistas como Litzy o Mercurio.

### 1999-2000:Mi Día de la IndependenciayA Mil Por Hora
En 1999 se publicó su tercer álbum, Mi Día de la Independencia; de él se desprendieron los sencillos No Quiero Verte, Maldita Timidez y Corazón Perdido.
En el año 2000 la cantante interpretó dos temas para la telenovela Primer Amor: A mil por hora; A Mil Por Hora y Laberinto; poco después la cantante se presentó en el Viña del Mar, para interpretar tres temas.

### 2001:Póleny retiro de la música
En 2001, se lanzó su cuarta producción discográfica, titulada Pólen. Los sencillos del álbum fueron Lo Mejor de Mí, Mala Leche y Para Ti; dada las muy bajas ventas de la cantante, Pólen se convertiría en su última producción discográfica, al retirarse de los escenarios sin aviso previo.

### 2002-2018:Clase 406,Rebeldey años en el retiro
Luego de su última producción discográfica, Lynda colaboraría en el álbum musical de la telenovela Clase 406 (2002), producido por Carlos Lara y Max Di Carlo, con quienes ella trabajó durante su carrera. Lynda proveyó las voces de los coros en varias de las canciones. De igual manera unos años más tarde, Lynda colaboraría con las voces de los coros en los dos primeros discos de RBD: Rebelde (2004) y Nuestro Amor (2005) que serían utilizados en la ambientación de la telenovela Rebelde. También contribuyó con la autoría del tema No Pares, el cual sería utilizado como tema de entrada de la telenovela en su tercera temporada, y como sencillo promocional del álbum en vivo Live in Hollywood. Este álbum se grabó del concierto acústico ofrecido por RBD el 21 de enero de 2006 en el Pantages Theatre en Los Ángeles como parte del Tour Generación 2006, y contó con la participación de Lynda como directora de voces del coro góspel. Ésta sería su última aparición pública por muchos años, así como su última colaboración de cualquier índole en algún proyecto musical de manera profesional.
Se sabe muy poco de lo que hizo en los siguientes años después de esto, aunque por las publicaciones que ha realizado en años siguientes, se sabe que se casó con el productor Carlos Lara con el que procreó un hijo en 2010. También ha revelado en algún momento que continuó componiendo y creando música, aunque ésta nunca fuera lanzada al público.

### 2018-2023: Regreso a los escenarios, 90's Pop Tour y sencillos unitarios
El 19 de abril de 2018, 16 años después de su retiro musical, Lynda reaparece brevemente como invitada especial en un par de conciertos del 90's Pop Tour, interpretando 3 temas musicales.En octubre de 2018, Lynda publica su primer sencillo en 16 años titulado Lo Mío. En ese mismo mes, acompañó a la cantante Dulce María en su Tour Origen en el Teatro Metropólitan para interpretar juntas el tema No Pares, originalmente cantado por Dulce María cuando formaba parte de RBD, y cuya autora es Lynda.Desde su reaparición en 2018, Lynda reveló los planes de publicar un libro, así como un disco que contendrá tanto nuevas versiones de sus éxitos, como temas inéditos.
Un año más tarde, en octubre de 2019 se publica una nueva versión de De Pie, seguido del sencillo navideño Una Vez Más publicado en diciembre de ese año, y cuyo video cuenta con la participación especial de su hijo.El 16 de noviembre de 2020, Lynda publicó en su cuenta de YouTube una versión acústica de Corazón Perdido. Unos días más tarde publica un nuevo sencillo con temática navideña titulado Bien.
El 26 de marzo de 2021, Lynda participó en el concierto virtual #VozATuVoz. Mujeres Tejiendo Voces junto con otras cantautoras latinoamericanas como Natalia Lafourcade y Mónica Vélez, creadoras del evento, Paty Cantú, Danna Paola, Ana Bárabara, Lila Downs entre otras. Lynda interpretó dos temas en acústico: A Mil por Hora y No Pares.
En el 2021 se anuncia la cuarta etapa del 90's Pop Tour con un nuevo elenco que incluye a Lynda la cual arrancó el 26 de noviembre de ese mismo año. Lynda permaneció en la gira hasta concluir la quinta etapa de ésta, siendo su último concierto en marzo de 2024.Como integrante de la gira, Lynda participó en varios de los sencillos lanzados para promocionar el DVD 90's Pop Tour 4, del que ella también formó parte. También participó en la grabación del quinto volumen del 90's Pop Tour, aunque éste aún permanece sin fecha de lanzamiento. 

### 2024-presente: Reanudación de su carrera como solista y nueva música
El 28 de febrero de 2024 Lynda anunció en sus redes sociales su salida de la gira 90's Pop Tour, indicando las dos últimas fechas en las que participaría para marzo de ese año.El 10 de abril de 2024, Lynda recibió un reconocimiento por parte del Senado de la República por su contribución al enriquecimiento cultural y musical en México, junto con otras integrantes de la Sociedad de Autores y Compositores de México tales como Paty Cantú, Ana Bárbara, Cecilia Toussaint, entre otras.El 28 de agosto de 2024 fue anunciada una nueva versión de A Mil Por Hora, lanzada originalmente en el año 2000 y la cual no había estado disponible en plataformas digitales anteriormente.Un video lírico del tema fue subido a su canal oficial de YouTube el 5 de septiembre  aunque el sencillo no estuvo disponible en plataformas de streaming sino hasta el 15 de octubre. La versión original también comenzó a estar disponible en plataformas desde el 3 de octubre de 2024.
El 29 de agosto de 2024, Lynda reveló en un programa de radio sus intenciones de arrancar en 2025 su primer gira en solitario en más de 20 años. Entre sus planes también mencionó la grabación de los éxitos de su carrera con nuevos arreglos, así como la publicación de nuevos sencillos que formarán parte de su nuevo material discográfico, el primero desde Polen lanzado en 2001.El 20 de septiembre de 2024 Lynda ofreció un concierto gratuito en el teatro El Cantoral de la Ciudad de México como antesala a la gira, donde además de interpretar sus éxitos conocidos, estrenó los temas La Mala del Cuentoy Si No Te Hubieras Ido.
El 7 de noviembre de 2024 se publicó de manera oficial el tema La Mala del Cuento producido por Carlos Lara.

## Vida personal
Lynda vive en Austin, Texas y tiene 20 años de casada con el productor y compositor Carlos Lara con el cual procreó un hijo.
El 4 de julio de 2023 emitió un comunicado a sus fans en el cual confirmó que fue diagnosticada con esclerosis sistémica.

## Discografía

#### Álbumes de estudio
- 1996: Lynda
- 1997: Un grito en el corazón
- 1999: Mi Día de la Independencia
- 2001: Polen

#### Sencillos
Lynda
- 1996: "Gira Que Gira"
- 1996: "Blue Jeans"
- 1996: "El Amor No Tiene Edad"

Un grito en el corazón
- 1997: "Dile"
- 1997: "Corazón"
- 1998: "Bang Bang"
- 1998: "Un Grito En El Corazón"

Mi Día de la Independencia
- 1999: "No Quiero Verte"
- 1999: "Maldita Timidez"
- 1999: "Corazón Perdido"
- 2000: "A Mil Por Hora"

Polen
- 2001: "Lo Mejor De Mi"
- 2002: "Mala Leche"
- 2002: "Para Ti"

### Remixes y promocionales
- 1997: Estas Navidades (Tema de Navidad)
- 1998: El Pescador (Tema para el Papa Juan Pablo II)

(Singles Digitales)
- 2018: "Lo Mío"
- 2019: "De Pie"
- 2019: "Una Vez Más"
- 2020: "Bien"
- 2021: "Navidad Rock" (con Benny, JNS, Erik Rubín y Sentidos Opuestos)
- 2022: "Fiesta (En Vivo)" (con Sentidos Opuestos, Benny, Magneto, JNS y Kabah)
- 2022: "La Calle de las Sirenas (En Vivo)" (con Kabah, Benny, Sentidos Opuestos, JNS y Magneto)
- 2022: "Gira Que Gira (En Vivo)" (con JNS y Kabah)
- 2022: "Muriendo Lento (En Vivo)" (con Benny, Erik Rubín y Sentidos Opuestos)
- 2022: "Barco a Venus (En Vivo)" (con Ana Torroja, Benny, Erik Rubín, Sentidos Opuestos, JNS, Kabah y Magneto)
- 2024: "A Mil Por Hora (2024)"
- 2024: "La Mala Del Cuento"

### Apariciones especiales
- Carita de ángel (Cameo) (2000)
- Primer amor... a 1000 x hora (Cameo) (2000)
- XLII Festival Internacional de la Canción de Viña del Mar (Invitada para interpretar tres temas) (2001)
- Nickelodeon's Kids' Choice Awards (Presentadora invitada para canal de TV Mexicana) (2001)

### Álbumes en Vivo
- 2022: 90's Pop Tour 4